# Hotel Stadt Leipzig (Leipzig)

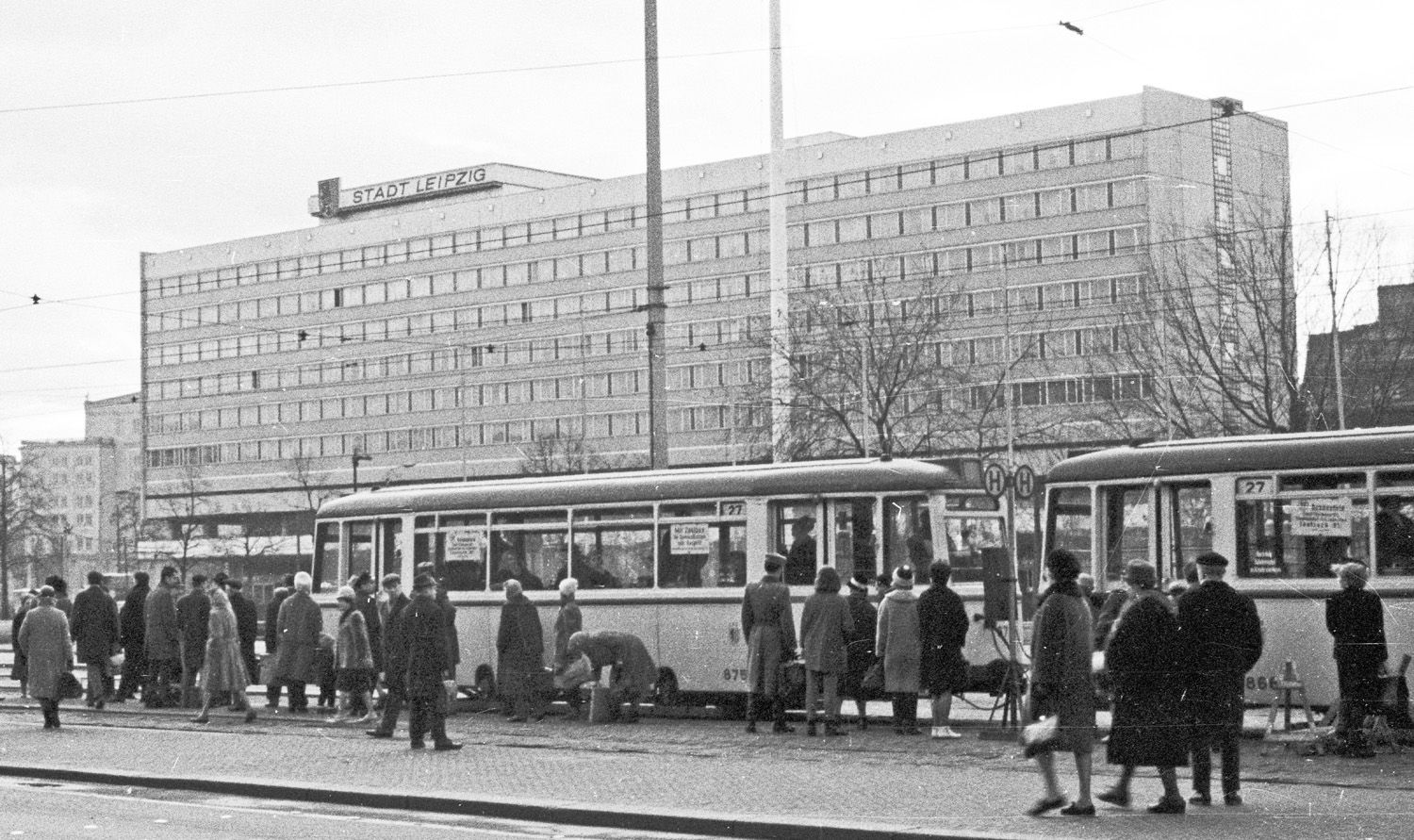
Hauptfront Hotel Stadt Leipzig vom Bahnhofsvorplatz aus gesehen, 1965

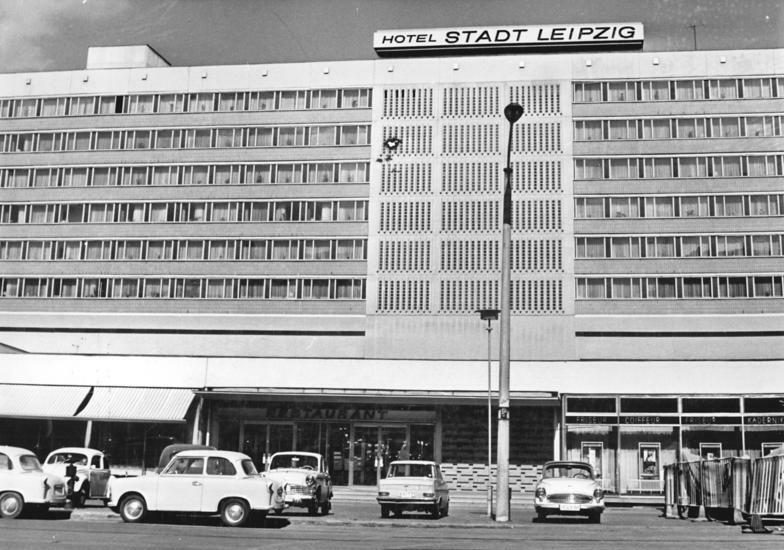
Rückseite Hotel Stadt Leipzig vom Brühl aus gesehen, 1965

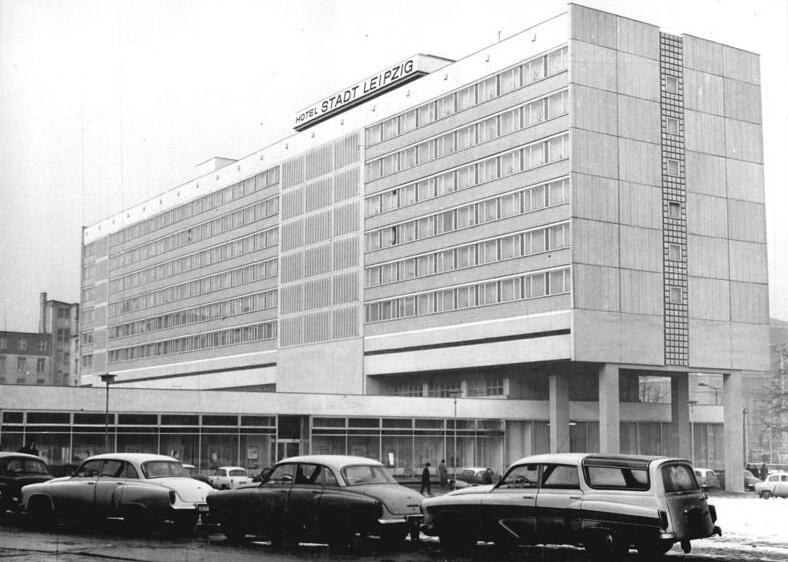
Ostseite Hotel Stadt Leipzig von der Goethestraße aus gesehen, 1966

Das Hotel Stadt Leipzig war zwischen 1965 und 1994 ein im Stil der Sozialistischen Moderne gebautes Hotel gehobenen Standards in Leipzig.

## Lage und Gestalt
Die Adresse des Hotels lautete Richard-Wagner-Straße 1/6. Die Anlage mit Hotel, einem größtenteils frei zugänglichen Erdgeschoss, Parkplätzen, einem nach Süden gerichteten Flachbau und einer Grünfläche lag in der nordöstlichen Innenstadt Leipzigs zwischen Richard-Wagner-Straße und dem Brühl in unmittelbarer Nähe zur Goethestraße, mittig auf Höhe des Bürgermeister-Müller-Denkmals in den Promenadenanlagen gegenüber dem Hauptbahnhof.
Das Hotel war ein siebengeschossiger Stahlbetonbau im Stil der Sozialistischen Moderne, bestehend aus einem Flachbau in Richtung Brühl mit einem Restaurant (330 Plätze), einem Tanzcafé  (200 Plätze), einem Frühstücksraum für die Hotelgäste (200 Plätze) und Ladengeschäften sowie einem Hochbau als Bettenhaus für 384 Gäste (312 Einzel- und 36 Doppelzimmer). Die Zimmer in den sechs Etagen konnten über drei Personenaufzüge erreicht werden. Der Gebäudekomplex hatte insgesamt eine Länge von 91 Metern, das Erdgeschoss war direkt mit dem benachbarten Parkhotel in der Richard-Wagner-Straße verbunden. In Inneren waren die Wände des Flachbaus im Restaurantbereich teilweise mit Meissener Porzellan ausgestattet, in der Hotelhalle hing ein großflächiger Gobelin von Gabriele Meyer-Dennewitz an der Wand. Das Hotelrestaurant wurde 1984 von Renate Herfurth umgestaltet.
Die Unterkunft war der erste DDR-Hotelneubau in Plattenbauweise.

## Geschichte
Bereits 1950 war ein Architekturwettbewerb ausgeschrieben worden, um auf dem Gelände des im Zweiten Weltkrieg zerstörten Hauptsitzes der Allgemeinen Deutschen Credit-Anstalt (vorher bis 1871 Georgenhaus) ein Messehotel zu errichten. Konkrete Skizzen für die Bebauung des Areals wurden allerdings erst Ende 1961 öffentlich gemacht, als Architekt zeichnete sich Manfred Böhme aus. Die Arbeiten am zu diesem Zeitpunkt noch Hotel am Hauptbahnhof genannten Bau begannen 1963. Die Fertigstellung war, wie für andere in der Zeit entstandenen Prestige-Neubauten, für das das Jahr 1965 geplant. In jenem Jahr feierte die Stadt Leipzig ihr 800-jähriges Jubiläum (Verleihung des Stadtrechts und somit auch 800 Jahre Leipziger Messe). Die Schlüsselübergabe des nun Hotel Stadt Leipzig genannten Hauses erfolgte am 8. Februar 1965, zwanzig Tage vor Beginn der Leipziger Frühjahrsmesse, einen Tag später öffnete sich das Hotel für die ersten Gäste.
Von 1965 bis 1992 gehörte das Hotel der gehobenen Klasse der Interhotel-Kette an, es besaß zu DDR-Zeiten vier Sterne. 1992 wurde das Haus mit nun auf 350 Zimmern verteilten 385 Betten noch einmal rekonstruiert, die Zahl der Beschäftigten wurde von etwa 320 auf 180 reduziert.
Am 30. September 1994 schloss das Hotel, bereits zuvor fand am 23. des Monats die Grundsteinlegung für das Nachfolgegebäude Forum am Brühl statt. Der Hotelbau wurde anschließend abgerissen, diese Arbeiten zogen sich bis zum Januar 1995 hin. Bereits zuvor fanden an der Ostseite des Hotelgebäudes zwischen August 1993 und April 1994 auf etwa 6.000 Quadratmetern umfangreiche archäologische Ausgrabungen statt. Dabei wurden u. a. drei Massengräber mit fast 100 beigesetzten Personen auf dem Gelände des ehemaligen Georgenhauses entdeckt. Der Gebäudekomplex Forum am Brühl mit Hotel, Büros, Geschäften, Wohnungen und einer Tiefgarage wurde auf dem Areal des Hotels Stadt Leipzig 1996/97 errichtet.